# Thelypteris cyclolepis
Thelypteris cyclolepis là một loài dương xỉ trong họ Thelypteridaceae. Loài này được Tagawa mô tả khoa học đầu tiên năm 1951.
Danh pháp khoa học của loài này chưa được làm sáng tỏ. 